# Straža (Srebrenik, BiH)
Straža je naselje u općini Srebreniku, Federacija BiH, BiH.

## Zemljopis
Selo je na kamenom tlu pa nemaju problema s klizištima. Skoro je svaka zemljišna površina zasijana. Zbog jako dobre vode ljudi uzimaju ovdašnju vodu i nose je u druga sela.
 Sa zapada i istoka protječu Javornički i Sokolski potok, koji izviru u blizini.

## Povijest
Većinsko stanovništvo je hrvatsko-katoličko, tako da na tom području postoji župa Dragunja, sa sjedištem u Donjoj Dragunji. Zaštitnik župe Dragunja je Sv.Leopold Bogdan Mandić i slavi se 12. svibnja. Župa Dragunja je osnovana 1985.godine izdvajanjem iz župe Breške. Straža pripada župi Dragunja. Crkva je izgrađena i zbog udaljenosti i slabe prometne povezanosti sa sjedištem župe. Put je loš, krivudav, s mnogo uzbrdica, izranjavan klizištima. Vjernicima u filijalama zato je teško bilo ići u župnu crkvu pa je zato podignuta filijalna crkva. Utorkom se ovdje održavaju euharistije.

## Stanovništvo
Selo ima 150 kuća. Stalno živi 130 župljana u oko 70 domaćinstava. Prije velikosrpske agresije u selu je živjelo oko 900 stanovnika. Poslije su mnogi otišli u inozemstvu u potrazi za boljim životnim uvjetima. Ipak, neki su se vratili kad su zaradili mirovinu.
Nacionalni sastav stanovništva 1991. godine, bio je sljedeći:
ukupno: 478
- Hrvati - 351
- Srbi - 1
- Jugoslaveni - 28
- ostali, neopredijeljeni i nepoznato - 98